# Brochymena poeyi
Brochymena poeyi är en insektsart som först beskrevs av Guérin-Méneville 1857.  Brochymena poeyi ingår i släktet Brochymena och familjen bärfisar. Inga underarter finns listade i Catalogue of Life.